# 左勒蓋爾奈英
左勒蓋爾奈英（阿拉伯語：ذو القرنين；英語：Dhul-Qarnayn），《古蘭經》中人物，阿拉伯語音譯意為雙角人、有兩個犄角者，根据阿拉伯学者的解释名字的意思是“到达太阳两角的人，太阳两角是日出的东方及日落的西方”一般認為系指古希臘馬其頓的亚历山大大帝（公元前336年－前323年在位）；亦有人認為指古波斯的大流士，或認為是與易卜拉欣同時代的薩堪達王（Sakandar）。

## 記載
他在大地上很有權勢，善於處理萬事。他曾遠出抵達日落之處，發現被日曬而無避暑設施的人群。後途經兩山之間的達爾邦地區，語言不相通的居民前來向他訴說雅朱者和馬朱者擾民之苦，請求他建築壁壘，以防兩害侵擾。他在居民協助下用鐵塊熔鋼築成一座堅不可摧的壁壘，陡峭不能攀登，牢固不能鑿孔。要等末日來臨，這座銅牆鐵壁才會化為平地。

## 外部連結
- （英文）Who Was Zulqarnain?